# Erich Fließ
Erich Fließ (* 2. April 1857 in Gnesen, Provinz Posen, Königreich Preußen; † 23. Juli 1898 in Berlin) war ein deutscher Schriftsteller und Zeitungsredakteur.

## Leben
Erich Fließ war ein Sohn des evangelischen Pfarrers Albert Fließ in Gnesen. Er besuchte das dortige Gymnasium und studierte Rechtswissenschaften in Berlin.
Danach war er als Referendar in Posen  tätig.
Nach seinem Ausscheiden 1884 lebte er in verschiedenen Orten der östlichen Provinzen des Deutschen Kaiserreiches und lernte die dortigen Verhältnisse gut kennen.
Seit 1893 war er in Berlin als Redakteur für das Berliner Fremdenblatt tätig und veröffentlichte einige Bände mit Erzählungen und Romanen.
1898 starb er im Alter von 41 Jahren.

## Publikationen
Übersicht
Erich Fließ veröffentlichte zehn Bände mit Erzählungen und Romane, in denen er vor allem das Leben in der Provinz Posen kenntnisreich schilderte, dabei auch das komplizierte Verhältnis zwischen der polnischen Bevölkerung und den deutschen Zuwanderern.  Er gilt damit als ein wichtiger Vertreter der sogenannten Ostmarkenliteratur. Außerdem verfasste er viele Artikel für das Berliner Fremdenblatt.
Bücher
- Zal Mawet. Schatten des Todes. Zwei Geschichten aus dem Osten des Reiches, 1890
- Miasmen, 1893, Erzählung
- Die drei Erinnyen, 1896, Roman
- Außer Reih und Glied, 1896, Humoresken
- Säbel verhängt, 1897, Erzählung, über Studenten
- Der Proboszcz. Eine Geschichte aus dem Osten des deutschen Reiches, 1897, Erzählung
- Minnedienst. Militärhumoresken, 1898
- Der Lump, 1898, Erzählung
- Postillon d'amour und andere Geschichten,  1898, Erzählung
- Der Herr Collega, 1898, Erzählung